# Pleurotomella chariessa
Pleurotomella chariessa är en snäckart. Pleurotomella chariessa ingår i släktet Pleurotomella och familjen kägelsnäckor. Inga underarter finns listade i Catalogue of Life.